# División de Honor Plata femenina de balonmano
La División de Honor Plata femenina de balonmano es el tercer nivel en el sistema de ligas de balonmano femenino de España. 
Fue creada en 2022 tras la redenominación de la antigua División de Honor Plata femenina de balonmano como División de Honor Oro femenina de balonmano en la temporada 2022-2023.
Hasta la temporada 2021-2022, la División de Honor Plata femenina era el segundo nivel de balonmano femenino. 

## Formato
La Liga se divide en cuatro grupos, habiendo actualmente 14 equipos en cada uno de ellos. Los dos primeros clasificados de cada grupo pasan a disputar la fase de ascenso a la División de Honor Oro Femenina de Balonmano, consiguiendo subir a la segunda categoría los dos mejores equipos de la fase.

## Jugadoras destacadas
En esta categoría han destacado jugadoras que posteriormente llegaron a ser internacionales con la selección femenina de balonmano de España como Amaia González de Garibay (integrante del Aula Cultural Viveros Herol que consiguió subir a División de Honor Femenina en 2013), Sole López (jugadora del Asisa Málaga Costa del Sol que logró el ascenso en 2014), Irene Espínola (consiguió el ascenso en 2013 con el Adesal La Fuensanta y en 2015 con el Jofemesa Oviedo) o Eli Cesáreo, que despuntó con el Handbol Sant Vicenç en la temporada 2016-2017 marcando 83 goles siendo todavía juvenil.

## Historial
| Temporada | Grupos | Equipos | Ascienden a División de Honor Oro                                                                                |
| --------- | ------ | ------- | --- |
| 2022-23   | 4      | 56      | Costa de Almería Roquetas y Balonmano Ikasa Boadilla                                                             |
| 2023-24   | 4      | 56      | Adesal Córdoba, Handbol Mislata, Helvetia Anaitasuna, Lanzarote Puerto del Carmen y Solimusis Events Carballal * |
| 2024-25   |        |         | |

* Al pasar de 12 a 14 equipos la División de Honor, 3 equipos ascendieron de División de Honor Oro, lo que dio espacio para cinco equipos en la División de Honor Oro en la temporada 2024-25.

### Historial antes de pasar a ser la tercera competición española
Antes de pasar a ser la tercera competición española en la temporada 2022-2023 desde 2010 a 2022 las temporadas se desarrollaron de la siguiente manera:
| Temporada | Grupos | Equipos | Ascienden a División de Honor Femenina                                     |
| --------- | ------ | ------- | -------------------------------------------------------------------------- |
| 2010-11   | 2      | 28      | Feve Gijón y BM Porriño*                                                   |
| 2011-12   | 2      | 26      | Handbol Esportiu Castelldefels y Mecalia Atlético Guardés                  |
| 2012-13   | 2      | 20      | Adesal La Fuensanta y Aula Cultural Viveros Herol                          |
| 2013-14   | 4      | 37      | BM Granollers y Asisa Málaga Costa del Sol                                 |
| 2014-15   | 4      | 40      | Jofemesa Oviedo y Aiala Zarautz                                            |
| 2015-16   | 4      | 46      | Mavi Nuevas Tecnologías y Base Villaverde                                  |
| 2016-17   | 4      | 53      | ANTS:BFIT-Muchoticket y Castellón                                          |
| 2017-18   | 4      | 56      | Morvedre y Helvetia Alcobendas                                             |
| 2018-19   | 4      | 56      | Salud Tenerife                                                             |
| 2019-20   | 4      | 56      | Lanzarote Puerto del Carmen, Atlántico Pereda, Morvedre y Adesal Córdoba** |
| 2021-22   | 4      | 56      | Beti Onak y Grafometal La Rioja                                            |

* El Kukullaga Etxebarri también ascendió por la renuncia de Monóvar Urbacasas y Vícar Goya Koppert.
** El San José Obrero Lanzarote también ascendió por la renuncia del Helvetia Alcobendas.